# Natryskiwanie termiczne
Techniki natryskiwania cieplnego – procesy powlekania, w których stopione (lub podgrzane) materiały są natryskiwane na powierzchnię. "Surowiec" (prekursor powłoki) jest podgrzewany elektrycznie (plazmą lub łukiem) lub w wyniku spalania paliw gazowych(płomień spalania).
Podczas natryskiwania cieplnego można nałożyć powłoki o grubościach pomiędzy powłokami PVD oraz napawaniem(w przybliżeniu zakres grubości od 20 mikronów do kilku milimetrów, w zależności od procesu i surowca), na dużym obszarze przy dużej szybkości osadzania w porównaniu z innymi procesami powlekania, takimi jak powlekanie galwaniczne, fizyczne i chemiczne osadzanie z fazy gazowej. Materiały powłokowe dostępne do natryskiwania cieplnego obejmują metale, stopy, ceramikę, tworzywa sztuczne i kompozyty. Podawane są w postaci proszku lub drutu, podgrzewane do stanu stopionego lub pół-stopionego i przy przyspieszane w kierunku materiału podłoża w postaci cząstek wielkości mikrometrów. Jako źródło energii do natryskiwania cieplnego stosuje się zwykle spalanie lub wyładowanie łukowe. Powstałe powłoki otrzymywane są w wyniku nagromadzenia wielu rozpylonych cząstek. Detal w czasie procesu nie nagrzewa się do wysokich temperatur, przez co nie zmienia się jego mikrostruktura. 
Jakość powłoki zwykle ocenia się przez pomiar jej grubości, porowatości, zawartości tlenków, makro- i mikrotwardości, siły wiązania (kohezji i adhezji do podłoża) i chropowatości powierzchni.

## Rodzaje natryskiwania termicznego
Wyróżnia się kilka odmian natryskiwania termicznego:
- Natrysk plazmowy
- Natryskiwanie detonacyjne
- Natrysk łukowy
- Natryskiwanie cieplne naddźwiękowe HVOF (Natryskiwanie powłok tlenowo-paliwowych z dużą prędkością)
- Natryskiwanie cieplne naddźwiękowe HVAF (Paliwo powietrzne o dużym ciśnieniu)
- Natryskiwanie płomieniowe
- Natryskiwanie płomieniowe z przetopem

## Budowa systemu
Typowy system natryskiwania termicznego składa się z:
- Palnika natryskowego (lub pistoletu natryskowego) - rdzeń urządzenia dokonujący topienia i przyspieszania osadzanych cząstek
- Podajnik - służy do dostarczania proszku, drutu lub płynu do palnika przewodami
- Zasilanie mediów - gazy lub ciecze do wytworzenia płomienia lub strumienia plazmy, gazy do przenoszenia proszku itp.
- Robot - do manipulowania palnikiem lub powlekanymi podłożami
- Konsola sterowania - zintegrowane lub indywidualne dla wszystkich powyższych
- Zespół gazów procesowych

## Zastosowanie
Przykłady zastosowań:
- Regeneracja uszkodzonych powierzchni
- Ochrona przed korozją
- Ochrona przed ścieraniem
- Zmiana przewodności cieplnej lub przewodności elektrycznej
- Ochrona przed temperaturą / utlenianiem (powłoki termiczne) - powłoki TBC
- Implanty medyczne - zapewnienie biokompatybilności